# Steve Marlet
Steve Marlet (Pithiviers, Loiret, Francia, 10 de enero de 1974) es un exfutbolista y entrenador francés. Jugaba de delantero.

## Trayectoria
Marlet tiene el récord de la mayor suma de dinero pagada por un traspaso por el Fulham Football Club, que pagó 11,5 millones de libras esterlinas al Olympique Lyonnais. Hasta que el entrenador el equipo, Jean Tigana, fue despedido, había anotado 11 goles en 54 partidos. Posteriormente fue cedido durante 18 meses al Olympique de Marsella, tiempo durante el sueldo del jugador fue pagado por el Fulham.
En 2006 llegó al Football Club Lorient-Bretagne Sud tras haber jugado en el VfL Wolfsburgo de Alemania. Tras desvincularse el Lorient, estuvo a prueba con el Ipswich Town Football Club y el Chicago Fire.

## Selección nacional
Ha sido internacional con la Selección de fútbol de Francia.

### Participaciones en Eurocopas
| Eurocopa      | Sede     | Resultado        |
| ------------- | -------- | ---------------- |
| Eurocopa 2004 | Portugal | Cuartos de final |

### Participaciones en Copas Confederaciones
| Copa Confederaciones      | Sede                  | Resultado |
| ------------------------- | --------------------- | --------- |
| Copa Confederaciones 2001 | Corea del Sur y Japón | Campeón   |
| Copa Confederaciones 2003 | Francia               | Campeón   |

## Clubes
| Club                                  | País       | Año       | Partidos | Goles |
| ------------------------------------- | ---------- | --------- | -------- | ----- |
| Red Star Football Club 93             | Francia    | 1990-1996 | 137      | 42    |
| Association de la Jeunesse Auxerroise | Francia    | 1996-2000 | 107      | 25    |
| Olympique Lyonnais                    | Francia    | 2000-2001 | 36       | 13    |
| Fulham Football Club                  | Inglaterra | 2001-2003 | 54       | 11    |
| Olympique de Marsella                 | Francia    | 2003-2005 | 54       | 16    |
| VfL Wolfsburgo                        | Alemania   | 2005-2006 | 21       | 1     |
| Football Club Lorient-Bretagne Sud    | Francia    | 2006-2007 | 22       | 1     |
| FCM Aubervilliers                     | Francia    | 2009-2011 | 44       | 22    |
| Red Star Football Club 93             | Francia    | 2011-2012 | 22       | 2     |